# José Luis Pérez Soto
José Luis Pérez Soto (Tonaya, 18 de junio de 1943) es un jinete mexicano que compitió en la modalidad de concurso completo. Participó en dos Juegos Olímpicos de Verano en los años 1976 y 1980, obteniendo una medalla de bronce en Moscú 1980 en la prueba por equipos.

## Palmarés internacional
| Juegos Olímpicos | Juegos Olímpicos | Juegos Olímpicos  | Juegos Olímpicos |
| Año              | Lugar            | Medalla           | Categoría        |
| ---------------- | ---------------- | ----------------- | ---------------- |
| 1980             | Moscú (URSS)     | Medalla de bronce | Por equipos      |